# Ербах (Оденвалд)
Ербах (на немски: Erbach) е град в Хесен, Германия, с 13 312 жители (31 декември 2014). Намира се в Оденвалд. Ербах граничи на север с град Михелщат.
За пръв път Ербах е споменат в документ през 1095 г. с името „Ертбах“. През 1560 г. Ербах получава герб и права на град.
- Дворецът Ербах (Оденвалд)